# Théodore Labouré
Théodore Leon Labouré OMI (* 19. Mai 1883 in Montsûrs; † 28. Februar 1944 in Paris) war ein französischer Ordensgeistlicher und Generaloberer der Oblaten der Unbefleckten Jungfrau Maria.
Théodore Labouré hatte einen Onkel, der als Oblaten-Missionar auf Ceylon tätig war. Durch ihn kam er mit dem Orden in Berührung und absolvierte sein Noviziat bei den Oblaten in Angers. Ab 1901 studierte er sieben Jahre an der Päpstlichen Universität Gregoriana in Rom. Währenddessen empfing er am 14. April 1906 die Priesterweihe.
1908 wurde er nach Texas entsandt, wo er am dortigen Scholastikat der Oblaten in San Antonio Dogmatik lehrte. Wegen seiner schwachen Gesundheit musste er die Lehrtätigkeit alsbald aufgeben und war fortan in der Seelsorge tätig. 1926 wurde er zum Provinzial der Ordensprovinz Texas ernannt.
Am 8. September 1932 wählte ihn das Generalkapitel zum Generaloberen der Kongregation als Nachfolger des verstorbenen Augustin Dontenwill.
Zu Beginn seiner Amtszeit musste er zunächst die aus der Weltwirtschaftskrise resultierenden finanziellen Probleme der Ordensgemeinschaft bewältigen. Es gelang ihm aber auch, die Missionstätigkeit der Oblaten in vielen Teilen der Welt auszubauen (Laos, Philippinen, Haiti, Brasilien, Labrador (Kanada), Kamerun, Kongo, British Columbia, Yukon). Er wurde aber auch mit der Auflösung der böhmischen Provinz infolge der sogenannten Sudetenkrise und den Auswirkungen des 2. Weltkriegs konfrontiert. Ab 1942 war sein Gesundheitszustand derart angeschlagen, dass er sich gezwungen sah, einen Generalvikar zu ernennen. Pater Hilaire Balmès übernahm als Generalvikar die Ordensverwaltung und Labouré zog sich nach Frankreich zurück.
Am 28. Februar 1944 starb Théodore Labouré unerwartet während eines Besuchs der Ordensprokur in Paris.